# Bombardeo de Yeonpyeong

Mapa del desarrollo del bombardeo de Yeonpyeong (marcado con el 1).

El bombardeo de Yeonpyeong fue un enfrentamiento de artillería entre las fuerzas militares de Corea del Norte y Corea del Sur estacionadas en Yeonpyeong el 23 de noviembre de 2010. Corea del Norte disparó obuses de artillería en la isla que causaron grandes daños y mataron a cuatro surcoreanos (dos de ellos civiles) y dejó a veinte heridos (tres de ellos civiles). Corea del Sur respondió bombardeando las bases de Corea del Norte. El incidente provocó una escalada de la tensión en la península coreana y provocó la amplia condena internacional de las acciones tomadas por Corea del Norte. Las Naciones Unidas argumentaron que fue uno de los incidentes más graves desde el final de la guerra de Corea.
El bombardeo en la isla comenzó a las 14:34 KST (04:34 UTC) del 23 de noviembre de 2010 cuando la artillería de Corea del Norte comenzó a bombardear la isla surcoreana. Seúl reconoce ensayos balísticos en la zona pero asegura que no apuntaban al norte.

## Cronología
La cronología del ataque según el periódico surcoreano Yonhap fue (hora local):
08:20: el Norte envía un mensaje télex solicitando "el cese de los disparos de artillería del Sur por un entrenamiento militar defensivo ".
10:00: el Sur comienza el ejercicio de artillería de formación periódica.
14:34: el Norte comienza a disparar obuses (Unos 60 de los 150 proyectiles cayeron en la isla).
14:38: el Sur lleva a cabo salidas de emergencia de dos aviones KF-16.
14:40: el Sur pone a disposición 4 aviones F-15K.
14:46: el Sur lleva a cabo otra salida de emergencia con dos KF-16.
14:47: el Sur dispara 50 proyectiles de artillería autopropulsada K-9.
14:50: el Sur emite alerta máxima (la alerta Jindotgae Hana), jamás dada a una provocación local.
15:12: el Norte comienza a disparar por segunda vez (20 bombas - todas dieron en la isla).
15:25: el Sur contraataca con K-9 (30 proyectiles).
15:30: télex del Sur al Norte solicita a los militares generales representantes del Norte el cese inmediato de fuego de artillería.
15:40-16:00: Han Min-gu, representante surcoreano y el Comandante estadounidense Walter Sharp tienen una videoconferencia (revisión de la gestión de crisis de cooperación).
15:41: cese de disparos provenientes del Norte.
16:30: se informó, por primera vez, bajas militares.
16:35-21:50: los representantes de seguridad extranjeros y de Corea del Sur se reúnen.
18:40: Lee Hong-gi, Director de Operaciones de Corea del Sur, tiene una rueda de prensa.
20:35-21:10: el presidente surcoreano, Lee Myung-bak, se reúne con el jefe del Estado Mayor Conjunto.
23:00: el Líder norcoreano Kim Jong Il, exige una solución.

## Reacciones internacionales
América
- Argentina: el Ministerio de Relaciones Exteriores, Comercio Internacional y Culto emitió una declaración en la que el gobierno expresó su "fuerte condena a este incidente".[7]

- Brasil: el presidente Luiz Inácio Lula da Silva declaró que su posición actual era "condenar cualquier intento de ataque de Corea del Norte a Corea del Sur". Según él, "Brasil está en contra de cualquier ataque a otro país. No vamos a permitir, en cualquier circunstancia, cualquier intento de violar la soberanía de otro país".[8]

- Chile: el Gobierno condenó de manera enérgica el ataque a Corea del Sur. A través de la Cancillería, se emitió un comunicado haciendo un llamado "al régimen de Pionyang para que deponga su actitud belicista, que altera el clima de estabilidad en el nordeste asiático y reitera su apoyo a la búsqueda de una solución pacífica en la península coreana".[9]

- Colombia: el Ministerio de Relaciones Exteriores de Colombia condenó el ataque de Corea del Norte: “deplora la pérdida de vidas humanas y los daños causados a la población y condena el uso de la fuerza por parte de la República Popular Democrática de Corea.” Asimismo instó a Corea del Norte a “ observar estrictamente los mandatos del Consejo de Seguridad de Naciones Unidas en lo relativo a la abstención de la amenaza y uso de la fuerza.”.[10]

- Estados Unidos: condenó enérgicamente el ataque. La Casa Blanca instó a Corea del Norte "a poner fin a su acción beligerante".[11] Por su parte, el expresidente estadounidense Jimmy Carter advirtió que Corea del Norte ha tenido una actitud muy coherente desde hace tiempo, e hizo un llamado para una solución pacífica del conflicto.[12] Estados Unidos va a realizar unas maniobras navales en conjunto con Corea del Sur: enviando 2 lanzamisiles de la clase Ticonderonga, uno de ellos es el USS Cowpens y el otro es el USS Shlloh, 2 destructores de la clase Arleigh Burke, uno de ellos es el USS Fitzgerald y el otro el USS Stethem y un portaaviones, en concreto el USS George Washington de la clase Nimitz, a bordo del portaviones hay 75 aviones de tipo F-18 Hornet, EA-6B Prowler y E-2C Hawkeye.

- México: el gobierno mexicano condenó el ataque a la Isla de Yeonpyeong y demandó a Corea del Norte a "detener las hostilidades".[13]

- Uruguay: el Ministerio uruguayo de Asuntos Exteriores condenó el ataque y pidió a ambas partes "a que se abstengan del uso de la fuerza y para canalizar la resolución de sus diferencias por medios pacíficos." El vicepresidente Danilo Astori y el canciller Luis Almagro fueron a Seúl para una visita de Estado cuando se produjo el ataque.[14]

Asia
- China: el Ministerio de Asuntos Exteriores instó a ambas partes "a hacer cosas constructivas para la paz y la estabilidad en la península de Corea".[15]

- Emiratos Árabes Unidos: el ministro de relaciones exteriores Abdullah bin Zayed Al Nahyan describió el ataque como "irresponsable" y ofreció su apoyo al pueblo y gobierno de Corea del Sur.[16]

- Japón: el primer ministro Naoto Kan, instó a su gobierno a "prepararse para cualquier eventualidad", después de una reunión de emergencia.[17]

Europa
- Alemania: el ministro de Relaciones Exteriores germano Guido Westerwelle entregó a Corea del Sur "nuestro apoyo y simpatía en estos momentos difíciles". También expresó su preocupación por que "esta nueva provocación  militar atente contra la paz en la región".[18]

- España: la Ministra de Defensa, Carme Chacón, aseguró que eran hechos "graves" sobre los que "debería pronunciarse el Consejo de Seguridad de las Naciones Unidas", igualmente recordó que la comunidad internacional  "tenía ya la alarma" en relación con el programa nuclear de Corea del Norte y "a la falta de atención a las sugerencias y solicitudes que le hacía". Por lo que manifestó que "lo que están exponiendo las agencias de noticias parece ser un ataque de artillería, todavía no tenemos nada confirmado. Seguiremos atentamente los hechos. De ser ciertos, son efectivamente graves y debería pronunciarse el Consejo de Seguridad de Naciones Unidas".[19]

- Francia: el Ministro de Asuntos Exteriores, Michele Alliot-Marie, condenó el bombardeo de la isla de Yeonpyeong, instando a Corea del Norte a poner fin a las "provocaciones".

- Reino Unido: el Secretario de Estado de Asuntos Exteriores y de la Commonwealth, William Hague, dijo en un comunicado que "el Reino Unido condena enérgicamente el ataque no provocado de Corea del Norte" y que "encarecidamente a Corea del Norte a abstenerse de tales ataques y se adhieren a el Acuerdo de Armisticio de Corea".[20]

- Rusia: el Ministerio de Asuntos Exteriores declaró que "el uso de la fuerza es un camino inaceptable [y que] las controversias en las relaciones entre el Norte y el Sur debe resolverse políticamente y diplomáticamente". Además, instó a ambos lados "para demostrar moderación y la paz",[21] y advirtió de un "peligro colosal" y la "enorme responsabilidad" de los que están detrás del ataque.[22]

- Suecia: el ministro de Relaciones Exteriores, Carl Bildt hizo un comentario en su blog, calificando el incidente como "muy preocupante" y que China "usó toda la extensión de su influencia sobre el régimen de Pionyang".[23]

Oceanía
- Australia: la primera ministra de Australia, Julia Gillard condenó el ataque y expresó su preocupación por las provocaciones militares de Corea del Norte.[24]

- Nauru: el primer ministro de Nauru, condenó el ataque.

Organizaciones internacionales
- Unión Europea: el Alto Representante de la Unión para Asuntos Exteriores y Política de Seguridad, Catherine Ashton, condenó el ataque e instó a Corea del Norte a respetar los Acuerdos de Armisticio Coreano.[17]

- OTAN: un portavoz de la Alianza Atlántica, citado por AFP, ha "condenado firmemente" el ataque del régimen de Pionyang.

- ONU: el secretario general Ban Ki-moon, condenó el ataque de Corea del Norte de artillería, que calificó de "Uno de los incidentes más graves desde el final de la Guerra de Corea." Ban Ki-moon, dijo el portavoz Martin Nesirky "llama a la moderación inmediata e insiste en que las diferencias deben resolverse por medios pacíficos y el diálogo."